# Coccus paradeformosum
Coccus paradeformosum är en insektsart som först beskrevs av Fonseca 1975.  Coccus paradeformosum ingår i släktet Coccus och familjen skålsköldlöss. Inga underarter finns listade i Catalogue of Life.